# Józef Bil
Józef Bil, ps. „Lotek” (ur. 18 marca 1894 we Lwowie, zm. w maju 1940 w USRR) – kapitan piechoty Wojska Polskiego, działacz niepodległościowy, sportowiec, kawaler Orderu Virtuti Militari, ofiara zbrodni katyńskiej.

## Życiorys
Syn Andrzeja i Ewy z Waców, urodzony 18 marca 1894 we Lwowie. W 1909 ukończył szkołę powszechną, a następnie kury handlowe. W marcu 1910 rozpoczął pracę na stanowisku handlowca w firmie „G.. i E. Hawranek”. W 1914 wstąpił do Związku Strzeleckiego we Lwowie.

W 1914 wstąpił do Legionów Polskich, do 5 pułku piechoty. Walczył w szeregach 6 kompanii II baonu I Brygady. Po kryzysie przysięgowym, 19 września 1917 wcielony do armii austro-węgierskiej i wysłany na front włoski.  6 listopada 1918 powrócił do kraju i wstąpił do Wojska Polskiego, dostał przydział do 5 pp Leg., z którym przebył całą kampanię wojenną. 1 lipca 1919 został mianowany na stopień podporucznika, w tym też roku uczestniczył w I powstaniu śląskim. Uczestniczył także w walkach na froncie litewsko-białoruskim oraz na Łotwie. W sierpniu 1920 wyróżnił się w czasie bitwy o Białystok. 16 lutego 1921 odznaczono go krzyżem „Virtuti Militari” V klasy, a we wniosku o jego nadanie, czytamy m.in.:

Dnia 22 sierpnia 1920 r. ppor. Bil otrzymał rozkaz, aby 5 komp. z 5 pp Leg. Zagrodziła odwrót brygady bolszewickiej, starającej się przedrzeć po zajęciu Białegostoku przez nasze oddziały, na południe od tegoż, przez szosę Boćki-Białystok. Tuż poza miastem doszło do zaciętej walki z nieprzyjacielem, który już atakował nasze tabory. Energicznym kontratakiem nieprzyjaciel został doszczętnie rozbity, wzięto 300 jeńców, 5 kaemów i 4 działa.

Po zakończeniu wojny pozostał w wojsku. Od października 1921 uczestniczył w Wojskowych Kursach Maturalnych im. mjr. W. Łukasińskiego w Wilnie, które ukończył w kwietniu 1923, uzyskując maturę. Z dniem 15 sierpnia 1924 awansowany na stopień kapitana. W grudniu 1928 został przeniesiony z 5 pp Leg. do 68 pułku piechoty we Wrześni, na stanowisko komendanta powiatowego Przysposobienia Wojskowego w Kole. W czerwcu 1930 został przeniesiony do 43 pułku piechoty w Dubnie. W 1933 obejmuje dowództwo 1 kompanii 9 pułku piechoty Legionów w Zamościu. W lipcu 1935 został zwolniony z zajmowanego stanowiska i oddany do dyspozycji dowódcy Okręgu Korpusu Nr II, a z dniem 31 stycznia 1936 przeniesiony w stan spoczynku.
W okresie międzywojennym aktywnie uprawiał sport, m.in. uczestniczył w finałach mistrzostw Polski w 1922 i 1923, grając na pozycji obrońcy w składzie „Strzelca” Wilno, a następnie reprezentując „Laudę” Wilno. Do 1927 był zawodnikiem WKS „Pogoń” Wilno. Równocześnie uprawiał lekką atletykę i w 1924 zajął trzecie miejsce w mistrzostwach Polski w biegu maratońskim.
27 sierpnia 1939 został zmobilizowany do 24 pułku piechoty w Łucku i skierowany do Ośrodka Zapasowego 27 Dywizji Piechoty we Włodzimierzu Wołyńskim. W jego składzie wziął udział w kampanii wrześniowej. Następnie powrócił do Lwowa, gdzie 9 grudnia został aresztowany przez funkcjonariuszy NKWD i osadzony w więzieniu śledczym przy ul. Sądowej. 31 stycznia 1940 przeniesiony do więzienia na Zamarstynowie, z którego został wywieziony na podstawie listy nr 055/4 z 5–9 maja 1940. pozycja 93. Wkrótce potem został zamordowany na terytorium ówczesnej Ukraińskiej Socjalistycznej Republiki Radzieckiej, zapewne w Kijowie.
Był żonaty z Eugenią z Leśkiewiczów, z którą miał z nią synów: Zdzisława (1924–1991) i Zbigniewa (ur. 1926).

## Ordery i odznaczenia
- Krzyż Srebrny Orderu Wojskowego Virtuti Militari nr 1661 – 16 lutego 1921[10][2][3]
- Krzyż Niepodległości – 13 września 1931 „za pracę w dziele odzyskania niepodległości”[11][12]
- Krzyż Walecznych czterokrotnie[2]
- Medal Pamiątkowy za Wojnę 1918–1921[2]
- Medal Dziesięciolecia Odzyskanej Niepodległości[2]

## Upamiętnienie
W ramach akcji „Katyń... pamiętamy” / „Katyń... Ocalić od zapomnienia”, w Zespole Szkół im. C. K. Norwida w Nowym Mieście Lubawskim, został zasadzony Dąb Pamięci honorujący kapitana Józefa Bila.
W katedrze polowej Wojska Polskiego w Warszawie, znajduje się tablica poświęcona jego pamięci.